# Maurizio Quadrio
Maurizio Quadrio, né le 6 septembre 1800, baptisé à l'église paroissiale de San Lorenzo à Chiavenna (Italie), mort le 13 février 1876 à Rome, est un patriote italien, du royaume de Sardaigne, appartenant à la gauche modérée de tendance anticléricale. Il est un important artisan de l'unité italienne, et l'un des acteurs du Risorgimento, avec Giuseppe Mazzini, Giuseppe Garibaldi, Camillo Cavour et Victor-Emmanuel II de Savoie. Il est resté jusqu'à la fin de sa vie, le plus fidèle disciple de Giuseppe Mazzini.

## Biographie

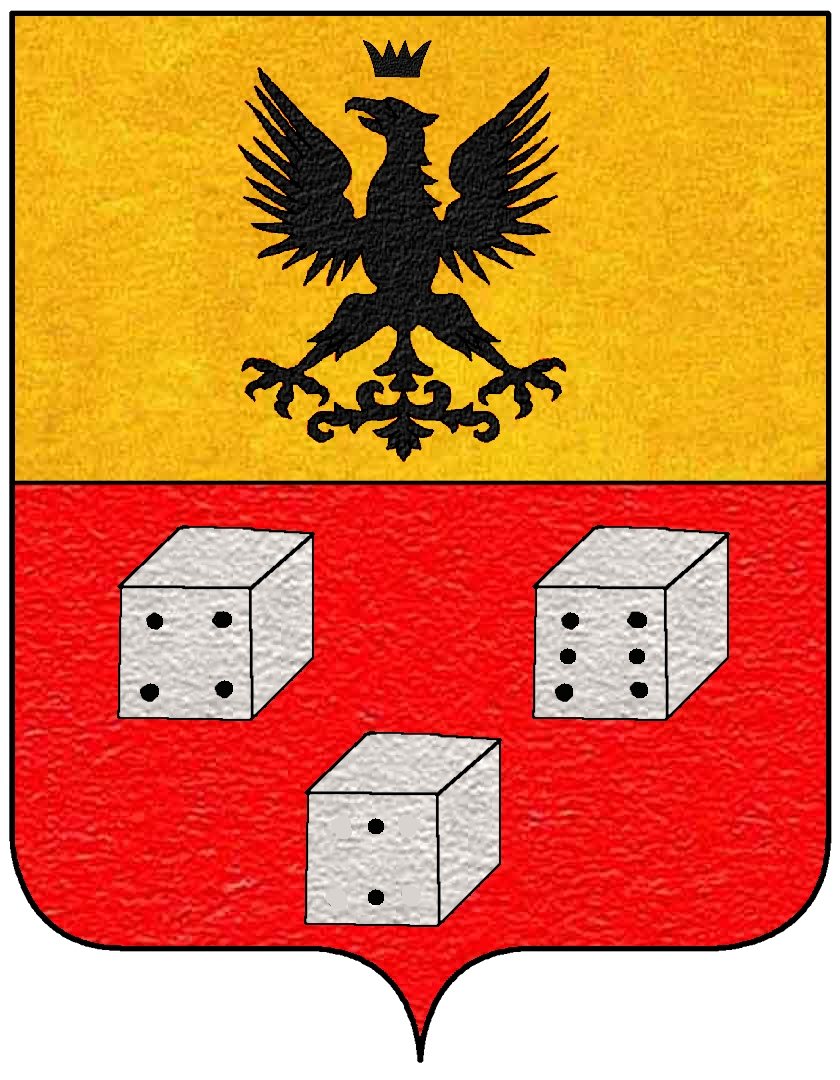
Armoiries de la famille quadrio

Maurizio Quadrio est le fils de Carlo Quadrio, médecin généraliste à Chiuro, et d'Angelica Pestalozzi, sa mère. Issue d'une famille de petits propriétaires terriens de Chiavenna, la famille Quadrio est restée célèbre, grâce à un de ses ancêtres Stefano Quadrio, qui au XVe siècle fut couvert de gloire.
Maurizio Quadrio est de petite taille et trapu. Il fréquente l'école primaire de Ponte (Valtellina), entre au pensionnat de Clusone (1810-1813), puis à Cividate Camuno avec son frère (1813-1815), et entre au lycée de Vimercate (1815-1817). En 1815, à la mort de son père, il passe sous la tutelle de Matthew Basque, le frère de Rosa, seconde épouse de son père. À dix-neuf ans, Maurizio Quadrio entre au prestigieux Collegio Ghislieri, institut universitaire de Pavie, avec comme maître Gian Domenico Romagnosi (1761-1835), pour étudier le droit. Pendant ses études, il entre dans la secrète corporation des Carbonari.

## Le patriote
Pour la première fois, il est emprisonné pour avoir adhéré à l'organisation carbonariste clandestine, et approuve les mouvements de 1820-1821. Le 16 mars 1821, avec 84 étudiants, et 893 autres membres volontaires engagés, il s'enrôle dans le Battaglione della Minerva, (Bataillon Minerva) Piémontais à Turin, ville de rébellion où les libéraux et républicains prennent les armes pour combattre l'ennemi autrichien.
Il soutient l'acte de protestation adopté et décrété en comité secret, par le parlement national, dans la matinée du 19 mars 1821, sur la proposition du député Francesco Paolo Bozzelli, homme libéral modéré, partisan d'une monarchie constitutionnelle et démocratique et opposé au programme radical,.

### L'exil

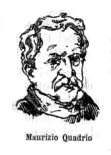
Son portrait dans la presse à l'époque

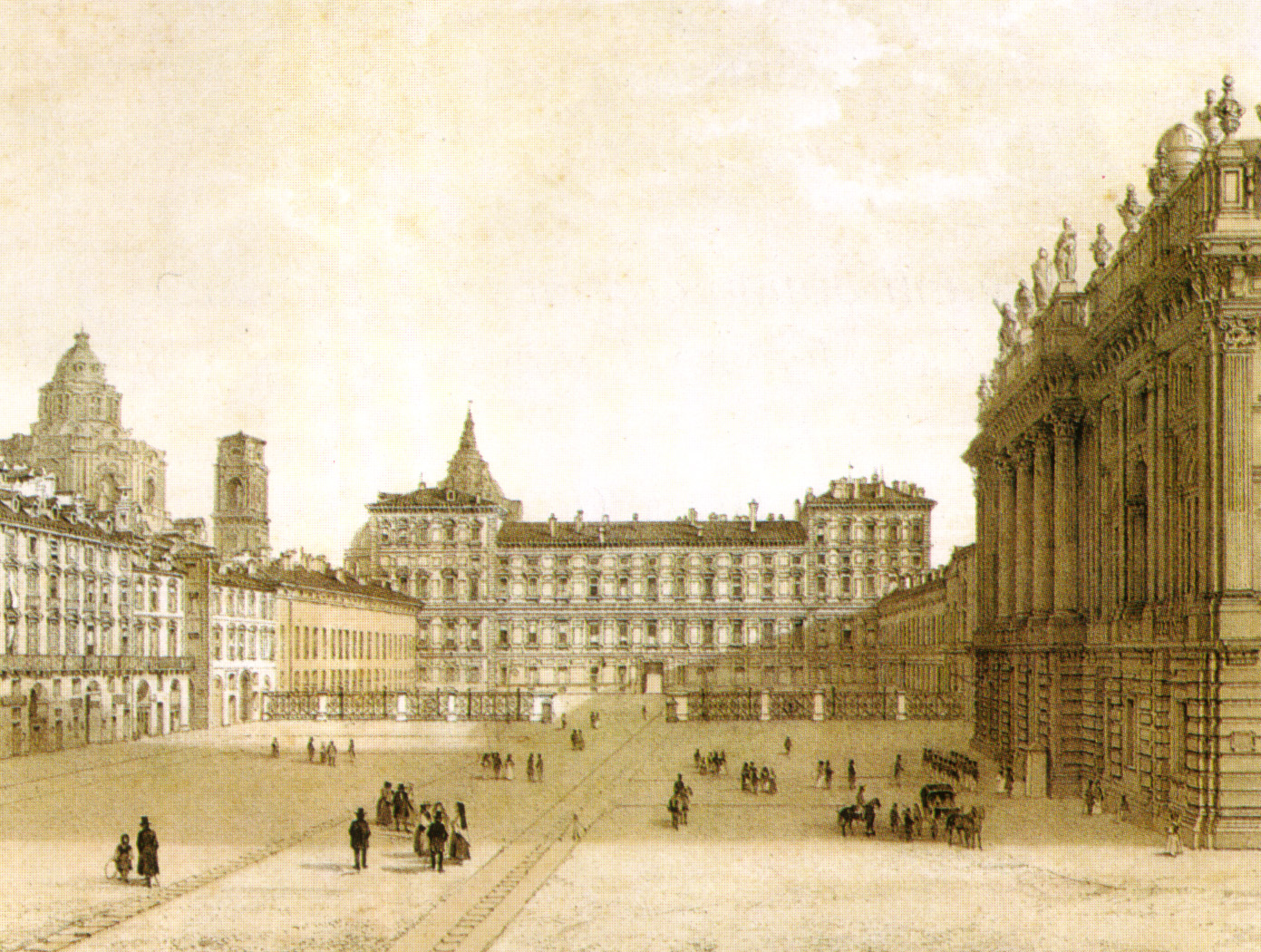
Place Castello à Turin au XIXe siècle

Après l'échec de la révolte, Maurizio est contraint à l'exil et s'installe à Gênes où il rencontre le jeune Giuseppe Mazzini. De Gênes, il se rend en Espagne, puis en France, et enfin en Suisse dans la petite ville de Poschiavo, comme instituteur. De nombreux patriotes italiens comme lui, ont du mal à rester inactifs. Maurizio Quadrio retourne en Lombardie avec un faux passeport pour ressortir du territoire italien, et à nouveau mener une vie aventureuse. D'abord en Espagne, puis en Suisse et en Pologne, toujours prêt à combattre pour la liberté et s'établira finalement à Odessa (Russie), pour professer dans des écoles privées appartenant à la noblesse russe.
En 1831, au début de l'insurrection polonaise il rejoint les insurgés, en s'engageant comme soldat et sera blessé. Devant être fusillé, il sera gracié par un diplomate russe. En 1834, il réapparait en Russie. Après un court séjour en Suisse, il entre en Italie pour se rendre aux autorités autrichiennes. Il est condamné à mort, mais sa peine sera commuée à six mois de prison par les autorités locales autrichiennes.
Après avoir purgé sa peine, il se rend à Chiuro, village de ses ancêtres, encore sous tutelle autrichienne. En 1836, il aide les personnes touchées par le choléra, maladie qui faisait rage dans la Valteline.  Les registres paroissiaux montrent qu'à Chiuro, entre 1835 et 1848, le prêtre a baptisé plus de 34 enfants, fils d'agriculteurs, de charpentiers, de maçons, de forgerons et de cordonniers, pour procéder à leur enterrement dans la foi catholique.

### Cinq journées de Milan

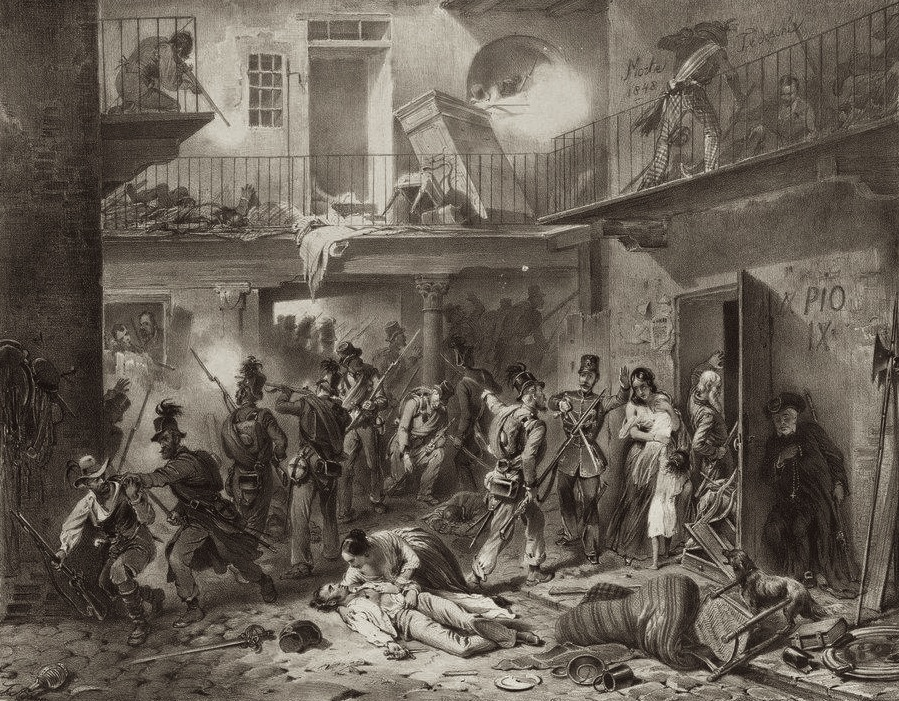
Chasseurs tyroliens en action à Milan

Au mois de mars 1848, les nouvelles se répandent immédiatement sur la ville de Milan, c'est le début des Cinq journées de Milan, ces nouvelles arrivent à Valtellina, et un gouvernement provisoire est créé. Maurizio est élu commissaire provisoire de la guerre du gouvernement de la région Valtellina.
Après l'échec du soulèvement, donc de cette brève expérience politique, il doit s'échapper du royaume de Lombardie-Vénétie pour se rendre à Lugano, en Suisse où il rencontre à nouveau Mazzini. Il l'assiste dans la préparation de l'insurrection de la vallée d'Intelvi d'octobre 1848.
En janvier 1849 en Toscane, Maurizio est nommé secrétaire du gouvernement provisoire, puis à Rome, il est nommé secrétaire privé du triumvirat composé de Giuseppe Mazzini, Carlo Armellini et d'Aurelio Saffi.

## Conspiration du6 février 1853
La conspiration du 6 février 1853, qui éclate à Milan, préparée par le triumvirat et Maurizio depuis le 15 janvier, est destinée à s'emparer du château et du Palais Royal, dans lequel se trouvent réunis les principaux fonctionnaires civils et militaires autrichiens. À 14 heures, ce même jour, sous prétexte d'une violente querelle près du poste du château, les soldats de la garde essaient de les séparer. Les insurgés profitent de cette situation pour se ruer sur les gardes autrichiens armés de pistolets ou de poignards. L'alarme est donnée rapidement, et le guet-apens échoue. Simultanément, au Palais Royal, la même attaque a lieu, mais avec le même résultat négatif. Mazzini qui se trouve aux portes de Milan, n'a que le temps de s'enfuir. Ce fiasco se termine par de nombreuses arrestations, et en représailles (17 officiers autrichiens poignardés), le maréchal Joseph Radetzky, gouverneur général, pend haut et court quatorze personnes enfermées, avant les évènements, dans la prison du château. Après la chute du gouvernement provisoire, il se rend à Marseille, puis en Suisse, et enfin, à Londres fidèle compagnon de Mazzini.

## Émeute du30 juin 1857à Livourne

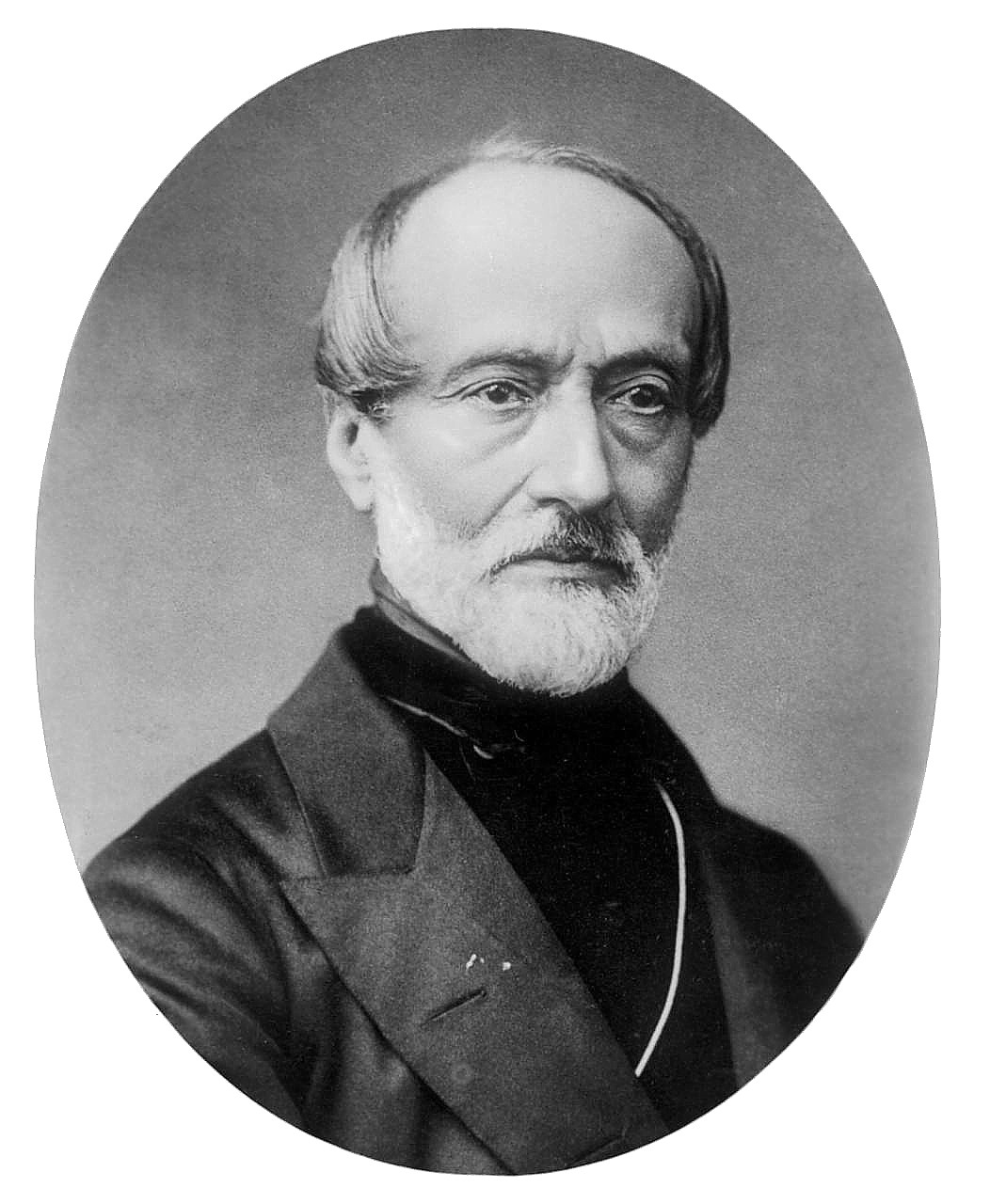
Giuseppe Mazzini

Selon le projet élaboré par Mazzini et Carlo Pisacane, la révolution doit éclater simultanément sur trois secteurs, Naples sous la direction de Pisacane, à Livourne sous celle de Maurizio Quadrio, et à Gênes sous celle de Mazzini.  Mazzini et Maurizio Quadrio se rendent à Livourne pour préparer l'insurrection de la ville et être présents en cas de succès. Les conjurés sont très confiants dans le fait que beaucoup de soldats de la garnison en poste à Livourne se joindraient à eux. Maurizio Quadrio participe à la motion de Livourne. L'émeute de Livourne, du 30 juin 1857, commence par la résistance d'opposants au pouvoir, qui frappent à coups de stylet les gendarmes venus les arrêter. D'autres opposants solidaires se présentent à la 'Gran Guardia', une bande tricolore autour du bras, armés de quelques fusils et de quelques sabres, en criant " Vivent les frères ! ". L'officier de garde autrichien ordonne d'ouvrir le feu pour repousser le groupe. Selon les rapports officiels, il n'y aurait eu dans cette affaire que trois gendarmes et trois insurgés tués, mais la rumeur porte le nombre des victimes à quarante insurgés.
Cette échauffourée amène quelques exécutions sommaires, exécutées par des soldats excités, et 227 personnes emprisonnées dont 47 condamnées à trois ans de prison, 11 à deux ans, 25 à dix-huit mois, 17 à un an, et 127 mis en liberté, après cinq mois de détention préventive, faute de charges suffisantes, par le tribunal préfectoral de Livourne. En juin 1857, après avoir participé à la motion de Livourne, contraint à l'exil, il retourne à Londres puis à Malte, car un mouvement révolutionnaire, est en gestation en Sicile. De nouveau en Angleterre il collabore au journal fondé par Mazzini, en devenant rédacteur en chef du quotidien Pensiero e Azione dédié à la propagande républicaine en Italie. À Londres, il est précepteur des enfants de Sarah Nathan, dont les liens familiaux seront très forts et liés par une profonde affection et en particulier avec Jeannette Nathan Rosselli. La romancière anglaise Jessie White, amie de Maurizio Quadrio, Alberto Mario,  Mazzini et Garibaldi, reçoit dans son salon londonien ces personnages pour parler et rêver de liberté et d'Unité italienne.

### La vie civile
- En 1859, il est de retour à Gênes et devient rédacteur en chef du journal politique républicain L'Unità Italiana mazzinien, hebdomadaire publié à Milan, jusqu'au 28 octobre 1871.
- Le 27 février 1861, il se présente aux élections à la chambre des députés du parlement italien, collège de Comacchio, mais sera battu par le Conti Pietro  ingénieur[13]
- Le 15 mai 1870 il se présente aux élections à la chambre des députés du parlement italien de Tirano, mais sera battu par Emilio Visconti-Venosta ministre des Affaires étrangères[14]
- En 1872, il s'installe à Rome à la tête du journal historique Mazzinien L'Emancipazione (L'émancipation).

## Son testament
Souffrant de toux chronique et d'hydropisie, il meurt le 13 février 1876, et est enterré au cimetière Verano de Rome. Le 30 avril 1911, son buste en bronze est placé et inauguré sur le Janicule situé sur la rive droite du Tibre, au sud de la cité du Vatican. Cette œuvre est réalisée par le sculpteur italien Giovanni Spertini (it). 
Giuseppe Mazzini disait de lui : « C'est l'âme la plus pure, la conscience la plus forte, et la volonté la plus active du parti républicain ». 
Dans son testament moral, Maurizio Quadrio écrit :

« Desidero che il mio sepolcro, umile quanto fu la mia vita, porti questa semplice epigrafe : “Maurizio Quadrio, nato il 2 novembre 1800, morto...Dichiaro di voler morire nella religione insegnata dal Santo Maestro Giuseppe Mazzini; aspettando che la generazione crescente affretti il giorno in cui l'Italia renderà piena giustizia al suo apostolo ed educatore Giuseppe Mazzini (Je désire que ma tombe soit humble comme a été ma vie, et qu'elle porte cette simple inscription :  "Maurizio Quadrio, né le 2 novembre 1800, et mort ... Je déclare que je veux mourir dans la religion enseignée par le Saint Maitre Giuseppe Mazzini, en attendant que la génération montante hâte le jour où l'Italie fera justice à son apôtre et éducateur Giuseppe Mazzini). »